# Klaustrophobie
Klaustrophobie (ⓘ, lateinisch claustrum „Verschluss, Riegel, Schloss“, altgriechisch φόβος phóbos „Furcht, Phobie“), selten auch Raumangst genannt, ist eine spezifische („isolierte“) Angststörung. Sie äußert sich bei Betroffenen als Angst vor dem tatsächlichen oder gefühlten Eingesperrtsein oder vor der bloßen Präsenz enger oder abgeschlossener Räume. In Extremfällen kann bereits eine geschlossene Tür zur Panikattacke mit Hyperventilation und Schweißausbrüchen führen.
Umgangssprachlich wird Klaustrophobie auch als Platzangst bezeichnet, während die Psychologie den Begriff Platzangst auf die Agoraphobie, die Angst vor öffentlichen Plätzen oder weiten Räumen, anwendet (Agoraphobie F40.0 gemäß Norm ICD-10).

## Vorkommen

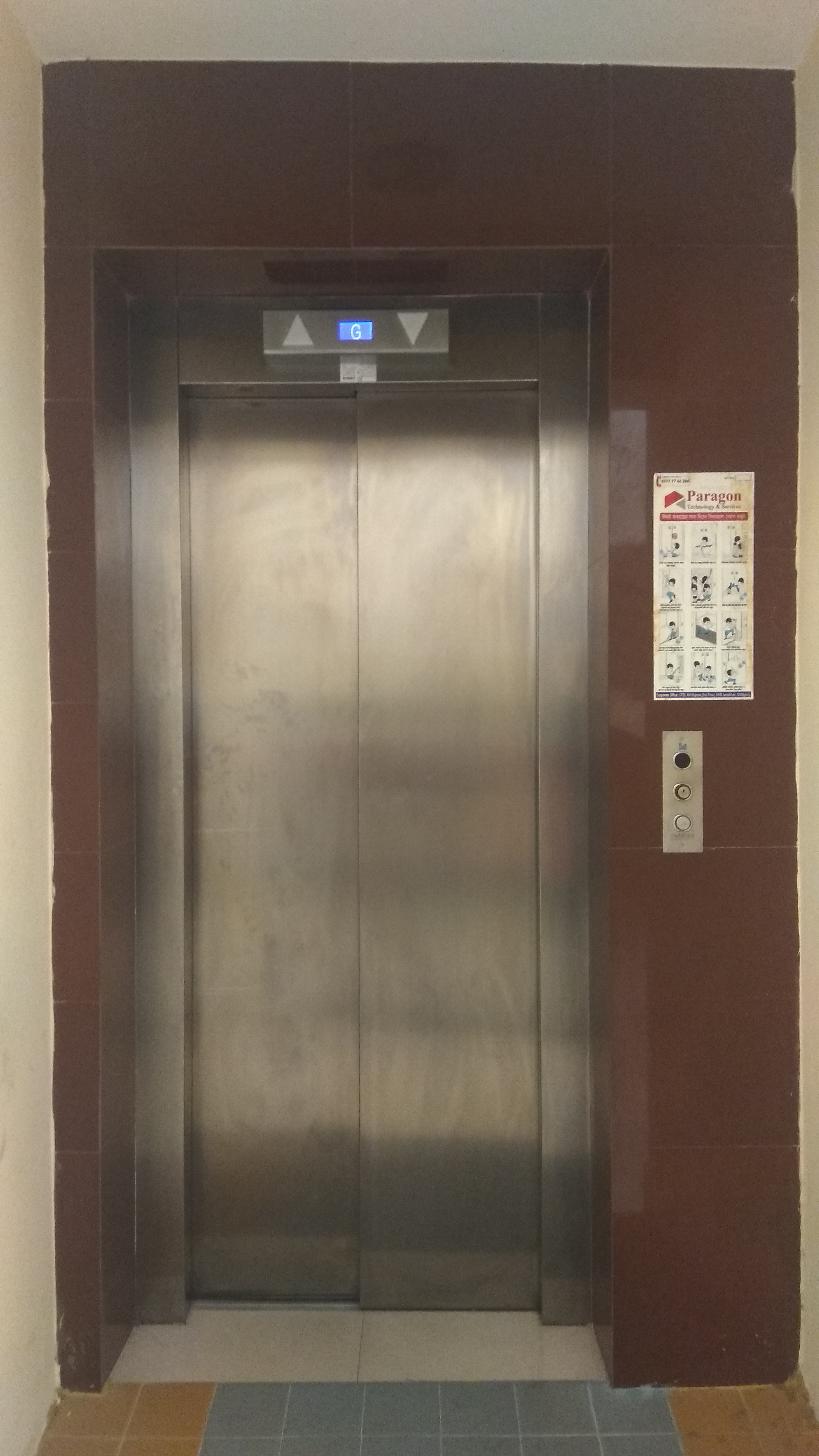
Aufzug in einem Gebäude

Klaustrophobe Ängste sind im Alltag weit verbreitet. Schätzungen gehen davon aus, dass etwa 7 Prozent der Bevölkerung unter klaustrophoben Ängsten leidet, je nach genauer Abgrenzung auch mehr.
Sie treten in Aufzügen, Bussen und Bahnen, aber auch in Kaufhäusern, Kinos und generell bei Menschenansammlungen auf. Für den Betroffenen geht die Phobie mit je nach Ausprägung mehr oder weniger starken Einschränkungen des täglichen Lebens einher. So werden in einigen Fällen auch in Hochhäusern Fahrstühle gemieden und an Stelle dessen die Treppen benutzt, Bahn-, Bus- und Flugreisen sind zum Teil nicht möglich, ebenso das Nutzen von Tunneln, das Betreten kleiner Räume (wie Umkleidekabinen, z. T. auch kleine Zimmer, Kellerräume, Höhlen); mitunter löst auch enge Kleidung die Reaktion aus.

### Röhrenangst
Praktische Bedeutung erlangt die Klaustrophobie auch bei MRT- oder seltener CT-Untersuchungen, da der Patient dabei bis zu 30 Minuten in einer Röhre liegen und sich ruhig verhalten muss, damit eine ausreichende Bildqualität gewährleistet wird. Wegen der stark eingeschränkten Bewegungsfreiheit und der ungewöhnlichen Betriebsgeräusche löst dies selbst bei ansonsten eher schwächerer Ausprägung der Klaustrophobie Angstzustände aus. In einer Studie von Murphy und Brunberg benötigten während einer willkürlich gewählten siebenwöchigen Untersuchungsperiode von 939 Patienten, die achtzehn Jahre oder älter waren, 134 Personen (14,3 %) aufgrund ausgesprochener Angstreaktionen irgendeine Form der medikamentösen Sedierung (bis hin zur Allgemeinanästhesie), damit die MRT-Untersuchung durchgeführt werden konnte. Mit „offenen MRT-Systemen“ wird dieser Umstand an einzelnen Untersuchungszentren inzwischen berücksichtigt.

### Tunnelphobie
Tunnelphobie führt im Extremfall dazu, dass die von ihr betroffene Person Strecken meidet, auf denen sie eine Unterführung unter einer Brücke oder einen Tunnel benutzen müsste. Das trifft auf Verkehrsteilnehmer aller Art zu. Manche Kraftfahrer halten entweder vor der Tunneleinfahrt an oder durchqueren den Tunnel mit geringer Geschwindigkeit, was neben angeordneten Geschwindigkeitsbeschränkungen eine der Ursachen dafür ist, dass der Verkehr innerhalb von Tunneln langsamer fließt als außerhalb von ihnen. Wie bei anderen Formen der Klaustrophobie spielt die Angst vor der eingeschränkten Bewegungsfreiheit bei der Tunnelphobie eine zentrale Rolle, vor allem die Erschwerung von Fluchtverhalten, z. B. im Fall eines Feuers im Tunnel. Im Lærdalstunnel in Norwegen, derzeit (2022) mit 24,51 km der längste Straßentunnel der Welt, gibt es drei farbig erleuchtete Hallen, an denen das Halten erlaubt ist.

### Strahlentherapie
Während einer Strahlentherapie im Kopfbereich ist es nötig, dass der Kopf über einen gewissen Zeitraum auf dem Behandlungstisch fixiert wird. Hierzu wird eine Bestrahlungsmaske angefertigt, die eng am Kopf anliegt und dazu führt, dass dieser für den Zeitraum der jeweiligen strahlentherapeutischen Behandlung nicht bewegt werden kann. Bei dem Patienten kann dies – auch in Abhängigkeit von der Behandlungsdauer – zu Angstzuständen und Panikattacken führen.

## Behandlung
Die aktuelle Behandlungsleitlinie empfiehlt eine verhaltenstherapeutische Psychotherapie mit Konfrontationsverfahren. In der Verhaltenstherapie spielt zudem die Aufdeckung interpersoneller Verhaltensmuster eine große Rolle. Wenn eine In-vivo-Exposition nicht verfügbar oder möglich ist, werden auch Virtual-Reality-Konfrontationsmethoden empfohlen.
Zu tiefenpsychologisch fundierten Psychotherapien und Psychoanalysen liegen keine Wirksamkeitsnachweise vor. Hier steht die Aufdeckung verborgener noch nicht verstandener, d. h. unbewusster Motive, im Vordergrund der Behandlung – das Symptom wird als kompromissbildender Lösungsversuch verstanden.
Die Wirksamkeit von Psychopharmaka bei der Behandlung von klaustrophoben Ängsten konnte bisher nicht nachgewiesen werden. Verordnet werden Antidepressiva wie SSRI oder Trizyklika.